# São José do Alegre
São José do Alegre é um município brasileiro do estado de Minas Gerais. Sua população segundo o censo de 2022 era de 4 133 habitantes.
Município localizado no entorno da Serra da Mantiqueira na região do Vale do Rio Sapucaí.

## História
Por volta de 1838 Caetano Pires e outros desbravadores, atraídos pela fertilidade da terra, fixaram-se na região. Mariano Machado e membros de sua família construíram a primeira capela. Foi, então, criado o distrito com a denominação de São José do Alegre, em 1890. Somente em 1953 o distrito foi elevado à categoria de município desmembrando-se de Pedralva.
Na cidade a maioria das casas tem acesso a energia elétrica e água tratada.

## Educação
A cidade é atendida por universidades e cursos profissionalizantes, nas cidades vizinhas de Itajubá,  São Lourenço, Pouso Alegre e Santa Rita do Sapucaí.
Escolas: Municipais "Professora Aracy Fábris de Carvalho" (pré-escolar) e "Coronel José Barbosa de Carvalho" 1° ao 5º ano"; Escola Estadual Maria Lina de Jesus 6º a 9º ano e Ensino Médio;

## Turismo
A festa do padroeiro, São José, com missas, procissões, concursos de músicas, shows de música sertaneja, gincanas, desfiles de cavaleiros, leilões, barracas e queima de fogos, movimenta a cidade durante cinco dias no mês de Julho.
Além disso existe a festa da Cidade realizada em 12 de Dezembro, onde se recebe visitantes de toda a região além do Vale do Paraíba e São Paulo.
A cidade é pacata conta com corredeiras como as do bairro boqueirão. Os rios são ótimas opções de lazer principalmente os Rios Sapucaí e Lourenço Velho que têm maiores volumes de água. O Ribeirão Anhumas corta o perímetro urbano.
Bem próximo à cidade existe no município de Pedralva a Estação do Pedrão de onde pode-se ter uma visão de toda a região.

## Economia
O município possui alambiques, usina de beneficiamento de café, arroz, olarias, tecelagem, entre outros.
O município tem alta capacitação agrícola se destacando o cultivo de arroz, café e banana, além de tradição na pecuária.